# 澳門官委議員制度
澳門官委議員制度是作為澳門立法機關立法會的三種結構的組成部分之一，其制度中的立法會議員在澳門主權移交至中華人民共和國前由澳門總督直接委任，回歸後則由澳門行政長官直接委任，另外兩種結構則為直選以及間選。根據《澳門基本法》規定，立法會議員須「大部分由選舉產生」，意即澳門市民不能夠普選立法會全部議席，亦因此立法會內存在著佔有一定議席的官委議員，現時第六屆立法會則由14名直選議員、12名間選議員及7名官委議員共33名議員組成。
官委議員制度最初的設計原意是讓澳門總督以委任方式平衡立法會內華人與土生葡人的勢力、牽制立法會的權力和保障葡萄牙自身的利益。澳門回歸後，該制度在失去當初的設計原意下被保留，居於澳門整個政治體制的核心的行政長官得以利用該制度平衡立法會內各方勢力及組成結構，以維持行政主導、行政與立法會互相配合的政治體制；另一方面，由於立法會內21%議席的決定權掌握在行政長官手中，故代表民意的立法會在某程度上成為了行政長官的「立法局」；此外，官委議員慣常在重要議題上立在民意的對立面，對每一次針對政府施政的動議投反對票，故官委議員在民間也被稱為「保皇黨」。

## 歷史
官委議員制度自1976年澳門第一屆立法會起根據由葡萄牙國會通過、並於同年2月頒布的《澳門組織章程》設立，是澳門立法會的一個特色，當初設立官委議席的原意是為了牽制立法會的權力，制衡立法會中土生葡人或華人勢力，平衡議會內具有不同界別的代表，以及保護宗主國即葡萄牙的既得利益。在第一屆立法會上，澳門總督委任有「影子總督」之稱的當地華人領袖何賢以及時任澳門培正中學校長鄺秉仁為官委議員，以平衡當時仍然由葡人或土生葡人壟斷的立法會。到了第四屆立法會，華人社群在直選中得到大半議席，而土生葡人群體僅得一個直選議席，故當屆立法會內的所有5名官委議席皆為土生葡人，以平衡議會中的華人勢力。
1980年代，澳葡統治下的澳門立法會希望修訂無法達到行政和立法相互牽制之目的的《澳門組織章程》，希望制訂一些對行政當局有較大約束力的法例，加強立法會地位的議會制度以及限制澳門總督的權力，以達到與總督分權及監督總督的目的。澳門總督伊芝迪認為草案限制澳門總督的權力，是意圖引進一個「與澳門實際環境不合而毫無用處的純議會制度」，澳門市政廳長申道恕則認為「西方民主的模式完全不適用澳門的特殊性」，反對修改《澳門組織章程》中行政主導的性質。1984年2月，立法會準備討論通過包括修訂《澳門組織章程》在內的四個將會增強立法會執行權的控制能力的法律草案，而總督高斯達向葡萄牙總統恩尼斯建議解散立法會並獲得接納，阻止了立法會的行動。直至澳門回歸中國後，《澳門基本法》內並無「行政主導」四字，但行政主導是《基本法》起草委員會設計政治體制的指導思想之一。
1991年5月，立法議員何思謙及立法議員曹其眞、歐安利、汪長南與戴明揚分別向立法會提交《臨時調查委員會的權力》及《調查委員會》兩個針對行政當局的法律草案。若該草案獲得通過，立法議員便能在三人提出下成立調查委員會組成調查委員會，亦有權對某一政府部門或官員進行調查。結果兩項草案在1992年3月皆被否決，前者得7票贊成，9票反對及3票棄權，後者得7票贊成，10票反對及2票棄權，當中反對票或棄權票皆由不願制約政府的葡萄牙裔官委議員和不願「妨礙中葡友好關係」的親中華人民共和國議員（親中派，即回歸後的建制派）所投，而民選議員則主要投贊成票。
1998年澳門回歸前夕，直選民主派議員吳國昌致函歐盟委員會，質疑葡萄牙政府強行從澳門撥走巨款的合理性，被羅立文、華年達、歐安利、戴明揚、歐若堅、飛文基、潘志輝和施綺蓮八名葡裔及官委議員聯名批評「不識政治、不識法律、不識經濟、不識財政、不識會計、不識行政、不識外交、不識數學、不識文化」。1999年，歐盟執行委員會正式複函並證實葡方的行為不當，澳葡政府因而停止從澳門撥走款項。

## 現況及表現

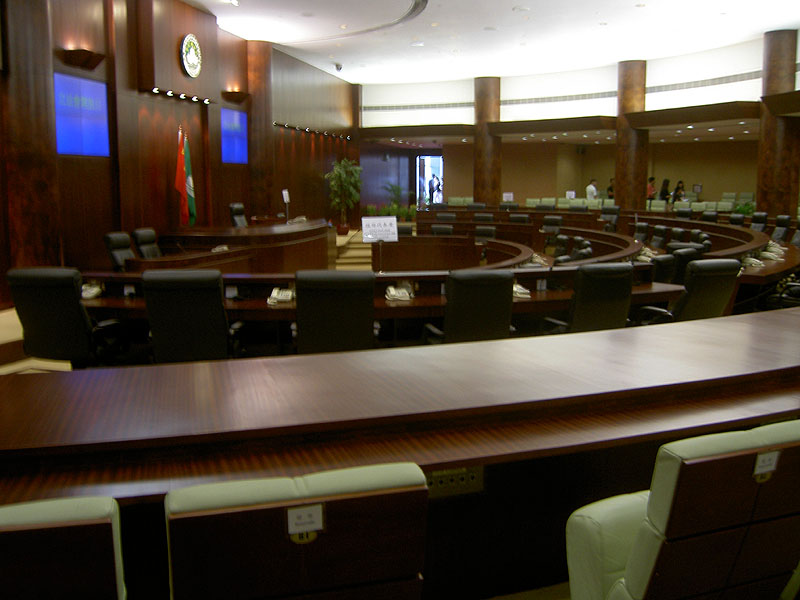
澳門立法會全體會議廳

澳門回歸後行政與立法間權力不平衡的情況更加明顯，行政長官的職權較回歸前總督的職權為大，行政長官可在不須向中華人民共和國政府建議下直接解散立法會，以及限制立法議員的提案權，根據《基本法》規定：「如立法會全體議員三分之一聯合動議，指控行政長官有嚴重違法或瀆職行爲而不辭職，經立法會通過決議，可委托終審法院院長負責組成獨立的調查委員會進行調查。調查委員會如認爲有足夠證據構成上述指控，立法會以全體議員三分之二多數通過，可提出彈劾案，報請中央人民政府決定。」由於由行政長官委任的官委議員不太可能支持通過彈劾案，因此降低了彈劾案獲得通過的可能性。
現時澳門立法會的直選議席不過半數，立法會的組成傾向親政府，民主派議員每當就政府施政出現問題而動議展開聽證程序時都會被大部分親建制及官委議員否決。與受議會監督及問責的香港官員相比，在奉行「行政主導」體制的澳門，當地官員並不需要向立法會負責，造成「有問無責」的情況，故有不滿聲音將立法會稱之為「垃圾會」或「橡皮圖章」。而支持行政主導體制的聲音則認為，若立法權與行政權相比下處於一種更加主動和優勢地位並不符合《澳門基本法》，認為「立法主導」是不符合實際環境且沒有用處的純議會制度。

### 回歸後正當性問題
澳門回歸前，官委議員制度用以確保立法會議員中有一定的法律專業人員、牽制立法會的權力以強化葡萄牙和澳門總督在澳門的管治力、以及在不同時期制衡立法會的土生葡人或華人勢力。回歸後，由於立法議員、官員及行政長官皆為華人主導的關係，強化管治者對立法會的控制力以確保政府對澳門管治力的需要已不存在，且立法會內法律專業方面的問題也可以透過間接選舉方面設置法律專業界別的議席去解決，故保留委任議員制度的正當性在回歸後受到質疑。
前澳門理工學院教授蘇文欣表示，按照民主發展的常識，廢除官委議員是讓澳門特區民主政制走向發展的必須首要條件，其次是逐步削減間選議席，最終達至立法會議員由全民普選，他又指如果澳門拒絕接受普世認知的民主政制，堅持去走「有澳門特色的民主制度」，那就沒有繼續討論的意義。

### 形象素質及認受性
澳門回歸前，總督在委任議員上被要求委任人選須在澳門社會有顯著功績及聲譽，即總督和行政長官所委任的議員都應當是「社會中有智慧、才智和美德的優秀人才」，行政長官須在選舉結果公佈後觀察選舉結果並進行委任工作，在此政治人才選拔機制中，行政長官通過委任部分議員在立法會內形成良好的人才使用結構。
在民間，官委議員的素質及認受性備受批評，批評聲音指官委議員為「保皇黨」，指責他們往往為政府的施政失誤辯護，只捍衛自身及權貴利益，與民眾對立，在議會內幾乎每次都對針對政府施政的動議投下反對票，引起社會的不滿，近年來引發的一些事件也讓市民進一步對官委議員的身份認受性作出質疑。

#### 相關事件
2015年7月，澳門政府向立法會引介修改《消費稅規章》法案，希望大幅調升煙草稅。由行政長官崔世安委任的官委議員馮志強批評政府不尊重個人自由和歧視吸煙人士，又指自己當了煙民50多年和有賭博習慣40多年，到了70歲都沒有死，又說吸煙有很多好處，例如可以紓緩壓力。另外，間選議員高開賢則表示心痛煙草商受到傷害。
同年，立法會一般性討論修改控煙法，法案建議擴大禁煙範圍，包括讓賭場全面禁煙，社會文化司司長譚俊榮堅持認為必須全面禁煙才能保障居民及旅客健康，又指即使賭收下跌導致大量賭場員工失業，政府亦可因而調整外僱政策以保障本地人就業。多名建制派議員包括馮志強及間選議員張立群提出反對意見，批評「不懂做官」、「過份急進」和「太過自信」，當中張立群更情緒激動地在立法會上用上「仆街」和「廢柴」等粵語髒話，又指政府採用的世界衛生組織報告和委託第三方機構做的民意調查都不可信
。另外，馮志強曾在2014年立法會辯題上說：「不要借題發揮說：吸煙會影響從業員的職業安全。你可以選擇不從事這行業，誰叫你去做莊荷？」
同年，馮志強在立法會審議《家暴法》時反對將家暴列為公罪，又發表具歧視性和鼓吹家庭暴力的言論，認為「打老婆」沒有問題，主張「打者愛也，不愛不打」，引起社會譁然和引發近千人發起支持廢除官委議員制度的遊行示威，亦有20個非建制派團體發起聯署譴責馮志強，最後馮志強就事件道歉。
2017年11月25日，官委議員陳華強與4名立法會議員受邀到當地直播時事節目《澳門論壇》，就澳門政府2018年度財政預算突破1,000億澳門元作出探討（預算比回歸初期約100億元增加約十倍），論壇上3名民選議員批評及指出政府在財政開支上存在各種問題及隱憂，又主張須要加強對龐大公共工程開支的監督，以及落實官員問責制；而陳華強則在論壇上為政府辯護，對市民說不能在要求政府提供更多福利同時要求政府緊縮開支，又反問市民如果站在政府的立場會如何處理。陳華強的言論引起台下市民不滿，市民批評他身為議員卻沒有監督政府，反而為政府辯護，質疑他作為一名由特首崔世安一人選出的議員的認受性。陳華強隨後怒稱批評他的人都是「蘇嘉豪的人」（當天其中一名受邀民選議員），引起一陣騷動，論壇完結後市民追上前與陳華強理論，結果陳華強在被市民喝倒采和被警員護送下離去。事後公眾批評相關官委議員虛偽自私，為「庸官昏官」的施政失誤「保駕護航」，甚至蔑視民眾，對市民大放厥詞，素質低下，又指非民選的陳華強不是「人民的人」，而是「崔世安的人」。
2018年7月30日，立法會以24票贊成、5票反對一般性通過政府提出的受爭議的《設立市政署》法案，法案通過後，將來的市政諮詢委員將全數由行政長官委任。投下反對票的議員認為法案是民主倒退和對《基本法》條文的扭曲，而政府則認為民選市政諮詢委員不符合《基本法》規定。法案表決後，直選議員蘇嘉豪在發表聲明並叫口號：「還我市政代表，民選市政代表！還我市政民主，扼殺市政民主可恥！」8月7日，龐川、柳智毅、邱庭彪、馮家超、胡祖杰和陳華強等七名官委及兩名間選議員共九人在立法會上不點名批評和譴責蘇嘉豪，分別指責他「輸打贏要」、「以所謂『民主』之名，採取激進的方式，聲嘶力竭地在莊嚴的議事堂上叫囂」、將「鄰近地區（指香港）一些劣質的議會文化，或街頭遊行示威文化帶入議會」和「不尊重其他議員，不尊重民主議會制度」。會議結束後，蘇嘉豪在接受傳媒訪問時說直選議員用較大聲量等方式表達竟然被完全沒有民意成份的官委議員批評，又說民主價值既要少數服從多數，故會尊重和包容從民意角度看屬於「少數」的官委議員的意見，又指由政府委任的官委議員的發言是向政府負責。
數天後，蘇嘉豪於13日在立法會大會議程前發言，說回歸前官委議員制度的設立是為了保護作為「宗主國」的葡萄牙的既得利益，回歸後，作為「殖民地的遺物」、「助長立法會繼續成為市民口中的垃圾會」的官委議員制度沒有保留的必要，又說當討論澳葡年代市政民主時，官委議員以「不要走回舊路」反駁，但又雙重標準地堅持保留澳葡年代維持「行政霸道」的委任制度。他又指行政長官特首一人有權委任七名官委議員是對民主的最大侮辱，主張所有自認「愛國愛澳」的人們都應該支持將殖民地遺留的官委制度廢除。直選建制派議員宋碧琪在隨後不點名批評蘇嘉豪沒有尊重立法會議員，又說取消官委制度的主張違反《基本法》，曾任官委議員的間選議員黃顯輝認為蘇嘉豪的發言使用到了「垃圾會」字眼是侮辱了立法會，並對此提出抗議。
《南華早報》對事件作出評論，批評沒有經過直接選舉的七名「傲慢的」委任議員和兩名間選議員在立法會中向民選議員講授民主是一個「大笑話」，誤解民主意義的非民選議員作出的集體譴責沒有說服力。又指只要沒有普選，荒謬和不合邏輯的事永遠不會在澳門立法會中消失。

### 官委議員的反應
有官委議員認為官委議員可作出更理性的抉擇，因為官委議員不受制於特定利益團體，在發表意見和表態時不用顧及個人及政府利益。
對於官委議員馮志強引發約900人參與的促請廢除官委和間選制度的遊行，官委議員黃顯輝及徐偉坤在立法會上指雖然委任議員通過委任的渠道進入立法會，但在立法會內的職能和工作與通過選任進入立法會的議員並無區分，都是「以整體利益為依歸，為全澳市民服務」，他們批評馮志強失言事件「被一小撮別有用心的人士利用」和企圖「分化社會」，又表示「澳門人都是愛國愛澳，眼睛雪亮，明辯是非，不被煽動，不被分化，讓我們繼續團結一致，走合適我們自己的特色發展道路。」徐偉坤在接受媒體訪問時宣稱示威者中有政改訴求的僅有一百多人，代表澳門人滿意目前的制度。

#### 評論及研究分析
澳門媒體《正報》評論文章批評有官委議員作出「官委議員更理性」的說法，文章指出澳門立法會在回歸前或回歸後的歷史上沒有官委議員給政府所提的法案投過反對票，也幾乎沒有對政府的錯失作出批評。
澳門大學政政系副教授余永逸指出，澳門社會的發展程度仍然落後，民主土壤較弱，人們對政治亦比較冷感，澳門人雖不反對民主，但仍然停留在生存和物質方面，擔心因觸怒中國政府而影響經濟，與鄰近的香港相比，香港人較「渴望心中富有」，且香港有不同團體就各樣公共議題發聲。
香港媒體《信報》評論文章指出，澳門是一個「我認識你，你認識他，他就認識我」的三層人際關係網，若公開表示不滿和抗議必然會被曝光，加上當地大部分人在政府、賭場或中資機構，反抗政治體制或權貴利益也必然會導致自身前途受到影響，此外，親政府媒體主導當地輿論，導致輿論單元，故澳門人大多習慣保持沉默忍耐。

## 註解
1. ↑  總督的權力較立法會的權力為大，從總督可以透過向葡萄牙總統作出建議導致立法會被解散，而立法會則不能因彈劾總督的施政方針而令總督下台一點可見[參⁠ 11]。
2. ↑   註: